# 北屿仔岛
北屿仔岛是钓鱼岛及其附属岛屿中的一个小岛，位于北屿南，坐标为25°46.8′N 123°32.6′E。2012年3月3日，中华人民共和国国家海洋局、民政部公布其标准名称。
北屿仔岛是北屿5个大小岛礁之一，是北屿主岛最近邻岛屿，在北屿主岛与小元宝岛之间。从东北到西南，北屿依次分布着北屿、北屿仔岛、小元宝岛、元宝门、元宝岛、飞云岛。